# Mangabej žlutobřichý
Mangabej žlutobřichý (Cercocebus chrysogaster) je primát z čeledi kočkodanovitých, který žije ve střední Africe.

## Taxonomie
Původně byl zařazován jako poddruh mangabeje štíhlého (Cercocebus agilis A. Milne-Edwards, 1886), později přeřazen pod mangabeje chocholatého (Cercocebus galeritus Grubb et al. 2003). Nakonec se po taxonomické revizi v roce 2001 dočkal zařazení jako samostatný druh.

## Rozšíření

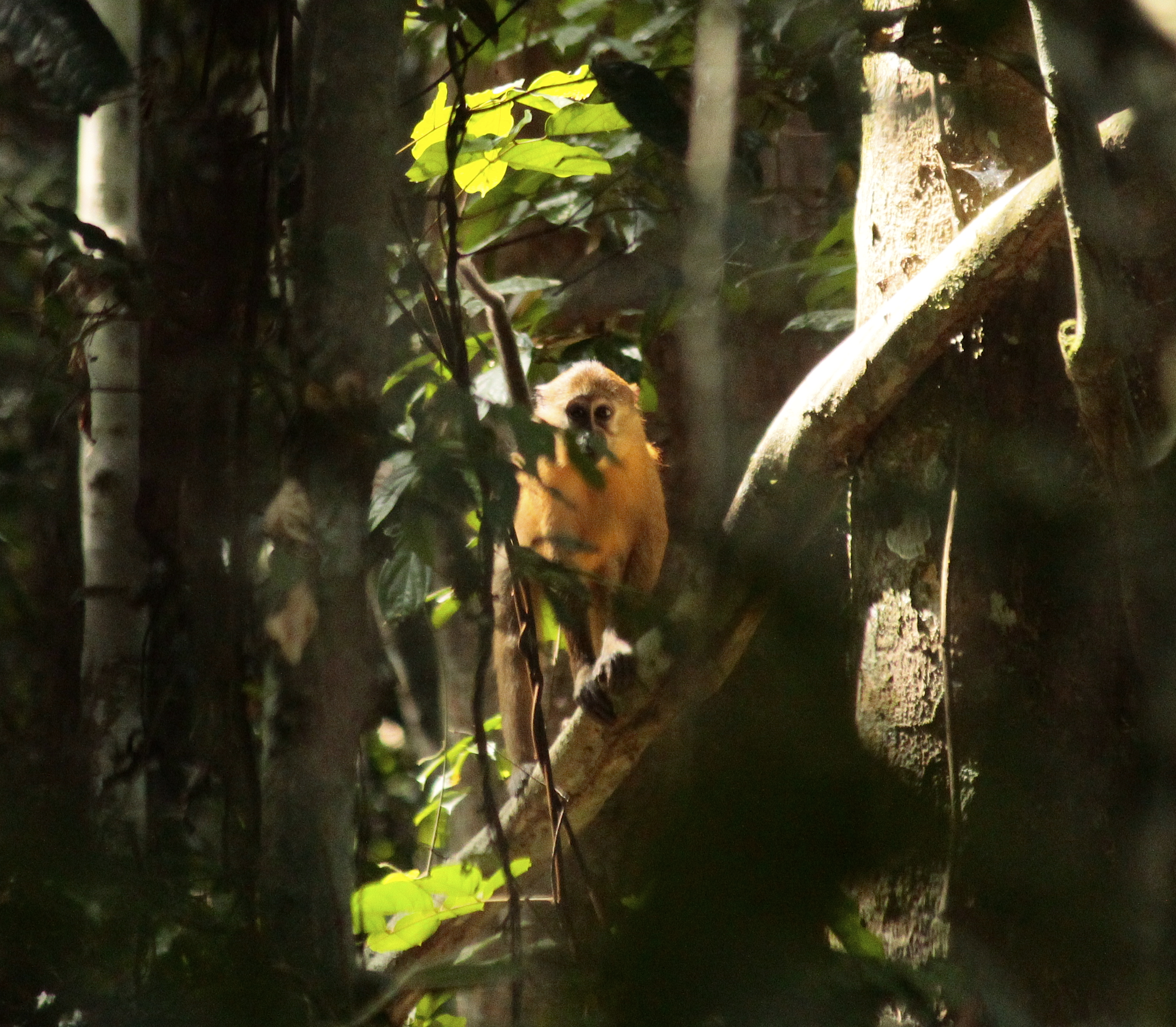
Jediná známá fotografie mangabeje žlutobřichého v přirozeném prostředí.

Vyskytuje se endemicky v tropickém deštném lese na území Konžské demokratické republiky. Jedná se o část Konžské pánve mezi řekami Kongo a Lomami. Přesný areál jeho rozšíření není znám.

### Chov v zoo:
V České republice ho chová pouze Zoo Liberec.

## Způsob života
O způsobu života tohoto druhu toho není mnoho známo. Pravděpodobně se příliš neliší od ostatních mangabejů. Stejně jako všechny úzkonosé opice jsou i tito mangabejové denní živočichové. Žijí na zemi i na stromech blízko země. Živí se ovocem, čerstvými listy, semeny, houbami, oříšky, ale také hmyzem, drobnými ptáky a hlodavci. Žijí ve skupinách, které tvoří několik samců a samic. Tlupa může mít až 35 jedinců.